# Patrice Dodin
Patrice Dodin (* 3. Oktober 1951 in Bordeaux; † 10. Januar 1979 in Paris) war ein französischer Motorradrennfahrer.
Dodin war ein in Afrika lebender Franzose und 1979 das erste Todesopfer der Rallye Dakar. Er fuhr zur ersten Ausgabe der Rallye Dakar im Jahr 1979 am 6. Januar 1979 mit ungesichertem Helm zum Start der 4. Etappe Agadez—Tahoua im Niger und verlor, beim Versuch den Helm zu schließen, die Kontrolle über seine Yamaha XT 500 und stürzte. Beim Sturz verlor er seinen Helm, schlug mit dem Kopf auf einem Stein auf und erlitt einen Schädelbruch. Dodin wurde in ein Krankenhaus nach Paris gebracht, in dem er einige Tage später starb.